# Ratpenat d'orelles rodones de Spix
El ratpenat d'orelles rodones de Spix (Tonatia bidens) és una espècie de ratpenat que es troba a l'Argentina, el Brasil, el Perú, el Paraguai i Trinitat i Tobago.